# Coivaras
Coivaras é um município brasileiro do estado do Piauí. Localiza-se na microrregião de Teresina, mesorregião do Centro-Norte Piauiense. O município tem 4020 habitantes (População estimada 2019) e 587 km². Foi criado em 1992.

## História
Coivaras recebeu status de município pela lei estadual nº 4477 de 29 de abril de 1992, com território desmembrado do município de Altos.

## Região metropolitana
A emancipação política de Coivaras deu-se no dia 29 de abril de 1992, através do projeto de lei nº 4.477 que criava o município Coivaras, situado na microrregião de Teresina, hoje RIDE Grande Teresina (Região Integrada de Desenvolvimento: são as regiões metropolitanas brasileiras que se situam em mais de uma unidade federativa, no caso, a Grande Teresina aglutina Timon- Ma).
Coivaras faz parte da Região Metropolitana de Teresina, sendo que a mesma é uma RIDE, pois abrange a outro estado, que é o Maranhão.

## Cultura

### Biblioteca municipal

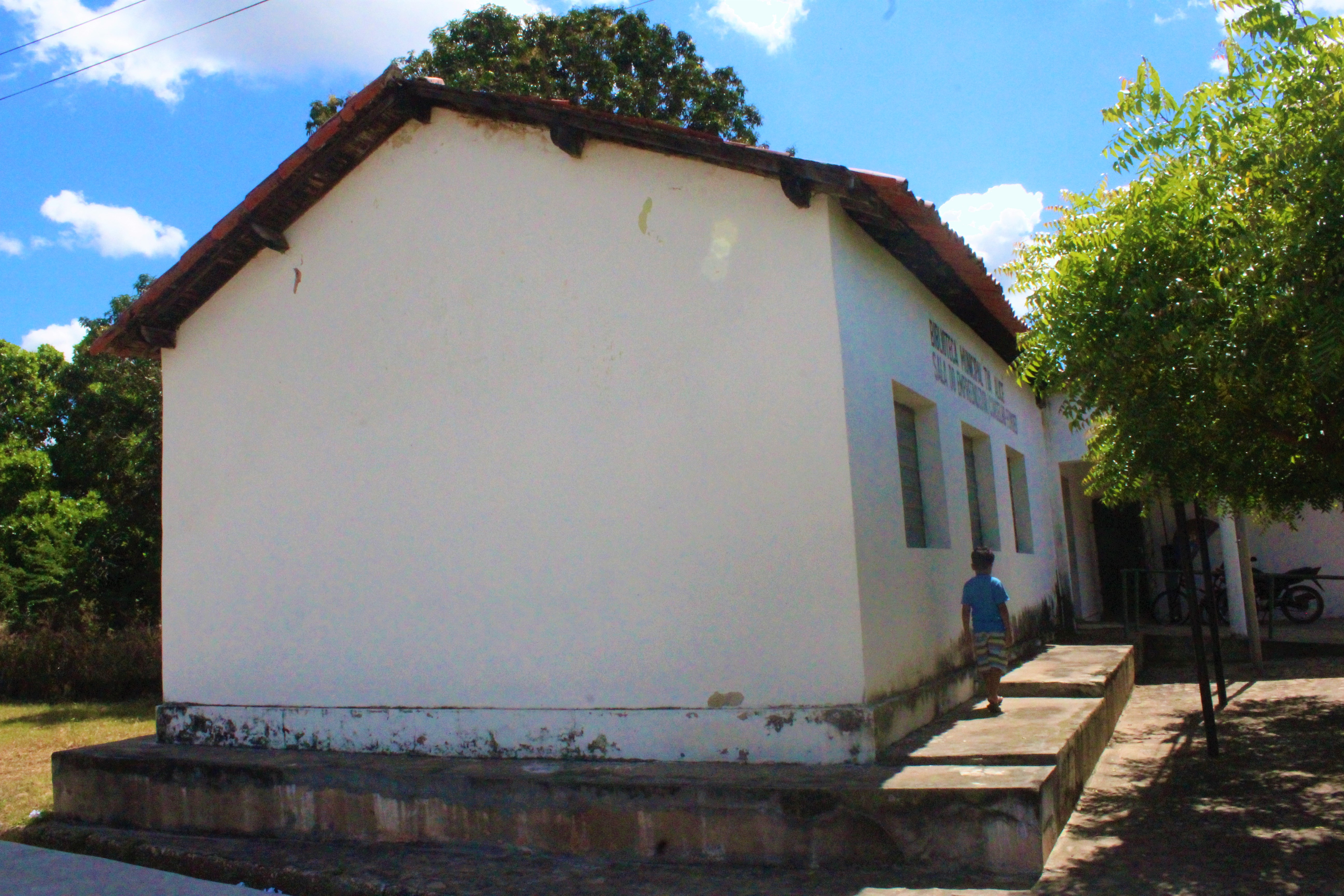
Biblioteca Municipal de Coivaras.

Na zona urbana tem a Biblioteca  Municipal Professora Tia Alice e de acordo com a lista de bibliotecas brasileiras do  Sistema Nacional de Bibliotecas Públicas fica situada na rua Soldado Cruz, s/n no centro da cidade, entretanto funciona atualmente na Avenida Raimundo Martins, 596, centro, Coivaras-PI.